# Technodelic
Technodelic is het vijfde studioalbum van de Japanse muziekgroep Yellow Magic Orchestra. Het album werd op 21 november 1981 uitgebracht en telt 10 nummers.

## Productie
De meeste samples werden gemaakt met een LMD-649, een handgemaakte digitale sampler die werd ontwikkeld door ingenieur Kenji Murata. De LMD-649 was de eerste digitale PCM-sampler die samples kon opnemen met een frequentie van 50 kHz in 12-bit. De sampler kon ook worden gebruikt als drumcomputer. Noemenswaardige samples zijn gezangen afkomstig van de Indonesische Kecak-dans, de gamelan, en korte opnames van stemmen die worden gebruikt als percussieve klanken.
Op het album wordt ook gebruik gemaakt van een walkie-talkie, een geprepareerde piano, een Roland TR-808 drumcomputer, en meerdere Prophet 5 synthesizers.

## Nummers
Het album bevat de volgende nummers:
| 1.                 | Pure Jam          | Barakan, Takahashi           | 4:30 |
| 2.                 | Neue Tanz         | Yellow Magic Orchestra       | 4:58 |
| 3.                 | Stairs            | Barakan, Takahashi           | 4:14 |
| 4.                 | Seoul Music       | Barakan, Sakamoto, Takahashi | 4:46 |
| 5.                 | Light in Darkness | Sakamoto, Takahashi          | 3:40 |
| 6.                 | Taiso             | Sakamoto                     | 4:21 |
| 7.                 | Gradated Grey     | Barakan, Hosono              | 5:33 |
| 8.                 | Key               | Barakan, Hosono, Takahashi   | 4:35 |
| 9.                 | Prologue          | Sakamoto                     | 2:31 |
| 10.                | Epilogue          | Sakamoto                     | 4:21 |
| Totale duur: 43:29 |                   |                              |      |

## Medewerkers
- Haruomi Hosono – Basgitaar, Synth Bass, Keyboards, Vocalen
- Ryuichi Sakamoto – Keyboards, Vocalen
- Yukihiro Takahashi – Vocalen, drums, elektronische drums

- Hideki Matsutake – Technische ondersteuning
- Takeshii Fujii & Akihiko Yamazoe – Apparatuur
- Peter Barakan – Teksten, walkie-talkie op "Pure Jam"

- Shōrō Kawazoe - uitvoerend producent
- Mitsuo Koike - opname en mixage
- Hiroshi Yuasa - mastering